# Guillaume-Albert Teniers
Guillaume-Albert Teniers; auch Willem Albert Teniers (* 20. April 1748 in Löwen; † 12. Februar 1820 in Amsterdam) war ein flämischer Violinist und Komponist.

## Leben und Wirken
Guillaume Teniers war ein Nachfahre der bedeutenden flämischen Malerfamilie Teniers. Im Laufe seines Lebens hatte er zahlreiche Konzertmeisterposten in Theatern und Opernhäusern in verschiedenen Städten Europas inne. Seine erste bekannte Anstellung hatte er 1775 am „Théâtre des Spectacles“ in Brüssel, 1780 war er Konzertmeister an der Oper in Den Haag, während dieser Zeit entstanden seine Violinkonzerte und er gab zahlreiche öffentliche Solokonzerte. Ab 1792 war er an der Brüsseler Oper La Monnaie tätig. Nach einem kurzzeitigen Engagement am französischen Theater in Hamburg wurde er ab 1800 in den Niederlanden ansässig. Er hatte eine Anstellung am französischen Theater in Amsterdam, außerdem gab er Violinunterricht.

## Werk
Von Teniers sind mehrere Werke für Violine überliefert. In den Duos spielt die Bratsche in der Regel eine begleitende Rolle, häufig in Variationslinien.
- 3 Violinkonzerte op.1 (Amsterdam, 1782)
- 3 Sonates pour le violon avec accompagnement d’un alto op.3 (Amsterdam, 1786)
- Trois airs variés pour le violon op. 5
- 3 Sonates pour le violon avec accompagnement d’un alto op.6 (Amsterdam, 1800)
- Andante avec La Roxolane de Mr. Joseph Haydn, Bearbeitung für Violine und Bratsche
- Six variations sur l’angloise de Mlle Foriosa la cadette, für zwei Violinen